# El Gor
El Gor là một đô thị thuộc tỉnh Tlemcen, Algérie. Dân số thời điểm năm 2002 là 7.754 người.